# John Hathorn
Ne doit pas être confondu avec John Hathorne.
John Hathorn (né le 9 janvier 1749 à Wilmington, Comté de New Castle, Delaware, mort le 19 février 1825 à Warwick, Comté d'Orange,  État de New York) est un homme politique des États-Unis, qui représentait l'État de New York à la Chambre des Représentants. 

## Biographie
Nommé colonel du quatrième régiment du comté d’Orange en février 1776, il a servi tout au long de la guerre d’indépendance. Il était l'un des commandants de la bataille de Minisink. 
Hathorn fut membre pour le comté d'Orange de l'Assemblée de l'État de New York en 1778, 1780, de 1782 à 1785, 1795 et 1805.
Il fut également membre du Sénat de l'État de New York de 1786 à 1790 et de 1799 à 1803.
En mars 1789,il fut élu du parti Anti-administration au Premier Congrès des États-Unis et servit du 23 avril 1789 au 3 mars 1791. Ultérieurement il a été l'élu démocrate-républicain au quatrième Congrès des États-Unis, et a servi du 4 mars 1795 au 3 mars 1797.
Pendant la Seconde Guerre mondiale, le navire Liberty ship américain SS John Hathorn a été nommé en son honneur.

## Source
- (en) Cet article est partiellement ou en totalité issu de l’article de Wikipédia en anglais intitulé « John Hathorn » (voir la liste des auteurs).